# Технологические конкурсы Up Great
Технологические конкурсы НТИ Up Great — соревнования по созданию новых продуктов и решений для преодоления технологических барьеров в различных отраслях. Запущены в рамках Национальной технологической инициативы по аналогии с DARPA Grand Challenge, Ansari X Prize, Google Lunar X PRIZE. Организаторами технологических конкурсов НТИ Up Great выступают Фонд НТИ, Сколково и Агентство стратегических инициатив. Фонд НТИ — оператор конкурсов.

## История
В 2017 году было объявлено о старте общественных консультаций о технологических конкурсах. Конкурсы получили название Up Great весной 2018 года.
В апреле 2018 года Правительство подписало постановление № 403 О реализации проектов Национальной технологической инициативы, в которых утвердило правила организации и проведения конкурсов.
В июле 2018 года стартовали первые технологические конкурсы Up Great: «Зимний город» в области беспилотного транспорта и «Первый элемент» в области водородной энергетики. В мае-июле 2019 года прошел конкурс отдельных заданий по машинному зрению — Ice Vision. В декабре 2019 года запущен конкурс ПРО//ЧТЕНИЕ, который направлен на развитие технологий анализа текстов, написанных на естественном языке.
В 2021 году были объявлены конкурсы по медицинской тематике AI’M DOCTOR и конкурс отдельных заданий AI’M FINDER. Также в 2021 году стартовал конкурс Аэрологистика. В 2022 году стартовали 2 конкурса по мониторингу состояния больного сахарным диабетом.

## Принципы
Призы в технологических конкурсах получают команды, выполнившие все условия задачи и преодолевшие технологический барьер, и показавшие свои прототипы в действии перед жюри и зрителями. В зависимости от типа конкурса не всегда достаточно показать результаты лучше, чем у конкурентов — если барьер не преодолён, денежный приз не получает никто.
Организаторы Up Great вводят следующие принципы проведения состязаний:
- Неоспоримость результатов конкурса. Результаты конкурса должны быть наглядно представлены в виде работающего прототипа и должны быть признаны как экспертами, так и общественностью.
- Абсолютность критерия. Награда присуждается за достижение абсолютного показателя — преодоление технологического барьера, а не за превосходство над конкурентами.
- Востребованность. Разрабатываемые в ходе конкурсов устройства и технологии потенциально востребованы рынками будущего.
- Амбициозность целей. Поставленные задачи должны быть достаточно сложными, но потенциально достижимыми.
- Открытость и вовлеченность. Методика, критерии и ход проведения конкурсов абсолютно прозрачны и учитывают мнение профессиональной аудитории.
- Безусловность приза. Получение приза не накладывает на победителя ограничений по его использованию.

## Конкурсы

### Первый элемент: Земля
Цель конкурса: преодоление глобального технологического барьера в водородной энергетике в области топливных элементов для транспорта. Разработанные системы должны быть сравнимы по эффективности с традиционными двигателями внутреннего сгорания и аккумуляторами для наземных и плавающих транспортных средств средних размеров.
Технологический барьер: преодоление показателя удельной энергоплотности установки 500 Вт*ч/л. Призовой фонд конкурса — 140 млн руб.
Юрий Добровольский, профессор Института проблем химической физики Российской академии наук, лидер конкурса, говорил о важности разработки эффективного двигателя без проблем двигателя внутреннего сгорания, таких как шум и загрязнение окружающей среды.
Даты проведения: 3 июля 2018 — 10 мая 2019, финальный этап отменён.
Участники для победы должны были создать энергоустановку номинальной мощностью 15 кВт, с удельной энергоплотностью 500 Вт·ч/л. Суммарный объём оборудования энергоустановки не должен был превышать 50 л. без учёта источника водорода. Установку нужно было установить на транспортной платформе, предоставляемой организаторами, и продержаться в движении дольше всех, но не менее 3 часов.
На конкурс подали заявки пять команд. Две из них предоставили сопроводительные документы. Изделие одной из них признали несоответствующим требованиям конкурса. Единственная команда, которую допустили к следующему этапу, выступила с инициативой пересмотреть условия. Организационный комитет конкурса досрочно завершил конкурс и приступил к разработке нового технологического конкурса по теме мобильных источников энергии.

### Первый элемент: Воздух
Цель конкурса: преодоление глобального технологического барьера в водородной энергетике в области топливных элементов для беспилотных летательных аппаратов. Разработанные системы должны быть сравнимы по эффективности с традиционными ДВС и аккумуляторами для малых беспилотных аппаратов.
Технологический барьер: преодоление показателя удельной массовой энергоемкости установки 700 Вт·ч/кг. Призовой фонд — 60 млн рублей.
Даты проведения: 3 июля 2018 — 12 июля 2019.
Условие победы: создать работающую энергоустановку на основе водородных топливных элементов мощностью 1,3 кВт и удельной массовой энергоемкостью не менее 700 Вт ч/кг, при этом её масса не должна превышать 7 кг вместе с источником водорода, разместить на предоставленной организаторами конкурса мультикоптерной платформе и продержаться в воздухе не менее 3 часов.
Всего на конкурс были представлены 12 заявок, из них в финал вышли 3 команды:
- «Экспериментальная мастерская НаукаСофт» (Москва) — состоит из сотрудников ООО «Экспериментальная мастерская НаукаСофт» — разработчика авиационных систем электроснабжения. Партнер команды — технопарк «Калибр»,
- «Беспилотные вертолетные системы» (БВС, Москва) — сотрудники АО «Беспилотные вертолетные системы»,
- Консорциум представителей ЮРГПУ имени М. И. Платова, Сколтеха и компании «Инэнерджи» («Политех», Москва и Ростовская область).

На момент проведения конкурса беспилотники в среднем летали около получаса, используя литий-ионные аккумуляторы. Существовали редкие исключения, но не в массовом производстве.
Удельная энергоёмкость литий-ионных аккумуляторов составляет от 110 до 270 Вт ч/кг. Участникам конкурса предстояло превысить возможности таких источников питания, применяя при этом водородные топливные элементы. Потенциально водородные топливные системы могут достичь удельной энергоёмкости в 0,7-1,3 кВт*ч/кг.
Финал конкурса состоялся 12 июля 2019 года в Москве. Лучший результат показали команды «Беспилотные вертолетные системы» и «Политех»: они достигли энергоемкости в 529,3 Вт⋅ч/кг, а их установки продержались в режиме полетной нагрузки два с половиной часа.
Барьер в 3 часа полета преодолеть не удалось ни одной команде, приз не был выдан.

### Зимний город
Цель конкурса: развитие технологий беспилотного транспорта в российских климатических и дорожных условиях.
Технологический барьер: движение беспилотного автомобиля в автономном режиме в зимнее время года и в разное время суток, с соблюдением правил дорожного движения со скоростью и уровнем безопасности среднестатистического водителя. Призовой фонд — 175 млн рублей.
Даты проведения: 3 июля 2018 года — 10 декабря 2019 года.
Условие победы: беспилотный автомобиль должен проехать 50 км по зимним дорогам с соблюдением правил дорожного движения быстрее, чем за три часа. Для конкурса был оборудован специальный полигон в Центре испытаний «НАМИ», который включал все основные элементы городской и загородной дорожной инфраструктуры: светофоры, имитацию железнодорожного переезда и тоннеля, круг, «лежачие полицейские», систему имитации пешеходов, грунтовую дорогу.
Всего на конкурс поступило 33 заявки. В марте 2018 года состоялась квалификация, в которой приняли участие 13 команд. По итогам квалификации в финал вышли 5 команд. Финал прошёл в декабре 2019 года. В процессе прохождения финальных заданий беспилотные автомобили нарушали правила дорожного движения и создавали пробки. Всю дистанцию смогла преодолеть команда StarLine, но конкурс остался без победителя, как и первый DARPA Grand Challenge. Автомобиль смог преодолеть маршрут в 50 км за 4 часа — с учётом начисленных штрафных минут за нарушения правил дорожного движения, хотя по правилам нужно было его преодолеть за 3 часа.
В рамках Up Great «Зимний город» прошёл конкурс в области машинного зрения Ice Vision. Участники разрабатывали программные решения для анализа данных со стереокамер и лидаров для корректного распознавания дорожной обстановки в неблагоприятных погодных условиях. В конкурсе приняли участие команды из России, Белоруссии, США, Испании, Франции, Китая и Южной Кореи. Финал Ice Vision прошел 16 июля 2019 года в формате хакатона. Победителем стала команда разработчиков — сотрудников компании NtechLab. Среди призёров — студенческие команды из МГУ имени М. В. Ломоносова, НИУ ВШЭ, СибГУ, Сколтеха и НГУ. Призовой фонд конкурса — 3 млн рублей.

### ПРО//ЧТЕНИЕ
Цель конкурса: развитие инструментов искусственного интеллекта для глубокого понимания смысла текста.
Технологический барьер: создание программного комплекса для выявления фактических и смысловых ошибок в академических эссе на русском и английском языках, который бы работал на уровне специалиста в условиях ограниченного времени. Призовой фонд соревнований — 200 млн рублей.
Даты проведения: с декабря 2019 — декабрь 2022.
Искусственный интеллект — наука, стоящая на стыке информатики, кибернетики, нейробиологии и психологии. Компьютерные алгоритмы с использованием элементов искусственного интеллекта, таких как нейросети, способны переводить тексты на другие языки, учитывая контекст, могут участвовать в литературных конкурсах. Но на данный момент они неспособны анализировать текст, так же эффективно, как человек.
Участникам конкурса Up Great предлагается разработать интеллектуальную систему для выявления ошибок в текстах. Система должна самостоятельно проверить эссе, каждое из которых — объёмом до 12 000 символов, за 60 секунд. При этом качество проверки должно быть таким же, на какое способен специалист-человек.
Испытания проводятся в несколько циклов, пока не будет решена конкурсная задача, или до конца 2022 года. 1 цикл конкурса прошел в конце 2020 года. Победители конкурса не были выявлены, но в 1 цикле были проведены конкурсы отдельных заданий «Грамматика» и «Грамматика. Eng» и участники разделили призовой фонд в 20 млн рублей. ИИ-системы участников должны были выявить наибольшее количество речевых и грамматических ошибок в эссе.
Испытания 2 цикла прошли в конце 2021 года. Были учреждены конкурсы отдельных заданий: Структура и Логика. Задачи — выявить логические ошибки в тексте, а также определить смысловые блоки в сочинениях или эссе и найти связь между блоками. Призовой фонд конкурсов отдельных заданий составил 32 млн рублей, и эти конкурсы относились только к участникам конкурса ПРО//ЧТЕНИЕ на русском языке.
Во втором цикле был преодолен технологический барьер конкурса ПРО//ЧТЕНИЕ на английском языке. Команда Наносемантика показала результат в 105 % эффективности по сравнению с результатами проверки реального учителя, заняла 2 место в конкурсе и выиграла приз в 20 млн рублей. Команда DeepPavlov показала результат в 107 % эффективности и заняла 1 место в конкурсе, завоевав приз в 80 млн рублей. Капитаном команды выступил Денис Кузнецов, существенный вклад в решение также внесли Дмитрий Карпов, Алексей Сорокин и Анастасия Кравцова.
В конкурсе на русском языке барьер не был преодолен, циклы испытаний продолжатся.

### AI’M Doctor
Цель конкурса: создать интеллектуальную систему поддержки принятия врачебных решений для формулировки заключительного клинического диагноза на основе анализа комплекса клинико-лабораторно-диагностических данных пациента и информации из профессиональных баз медицинских знаний и клинических рекомендаций.
Даты проведения: 28 октября 2021 — 30 декабря 2024
Результатом конкурса должно стать создание ИИ-ассистента врача, способного поставить полный клинический диагноз по легочным нозологиям (ХОБЛ, ковид-19, онкология и т. п.) за минимальное количество итераций (дополнительных анализов) с минимальной стоимостью с уровнем точности на уровне врача-специалиста.
В рамках конкурса AI’M Doctor планируется проведение конкурса отдельных заданий AI’M Finder. Предметом Конкурса является выбор наилучшего решения для автоматического выявления симптомов из Объективной информации с возможными грамматическими, лексическими, синтаксическими и семантическими ошибками в текстовых документах с помощью Программных комплексов, разработанных Участниками Конкурса и приведение формата описания симптомов согласно референсного русифицированного Справочника симптомов, который будет предоставлен в рамках Конкурса/ Конкурс отдельных заданий будет проходить в 2023 году.

### Аэрологистика
Цель конкурса: открыть возможности массового применения беспилотных воздушных судов (БВС) в перевозке грузов.
Технологический барьер: Создание комплексного решения, обеспечивающего перевозку на БВС грузов массой не менее 50 кг на общую дистанцию не менее 1000 км с множественными промежуточными посадками в динамически назначаемых точках погрузки-разгрузки, удаленных друг от друга на расстоянии от 50 до 100 км, без технического обслуживания в местах посадки, дублирования внешнего экипажа и пунктом дистанционного управления (ПДУ), в условиях инфраструктурных ограничений по размерам посадочных площадок, кооперативного воздушного движения в общем воздушном пространстве, сложных погодных условиях.
Даты проведения: 28 октября 2021 года — 30 декабря 2024 года.
Несмотря на все очевидные преимущества беспилотников для аэродоставки грузов, развитие этого сегмента сдерживается целым набором технологических проблем.
Среди главных технологических барьеров отраслевые специалисты выделяют три: надежность, безопасность и автономность. Все сегодняшние полеты БВС с грузом, независимо от его массы в 10 или 100 кг сталкиваются с низкой надежностью БВС, отказами и необходимостью технического обслуживания после каждой посадки. Зависимость от дублирующего пункта дистанционного управления БВС и квалифицированного экипажа на каждой площадке делает беспилотную аэрологистику экономически неэффективной. Невозможность безопасно совершать совместные полеты с другими воздушными судами в общем воздушном пространстве — главный ограничитель развития всех рынков беспилотной авиации.